# Códice Waecker-Gotter
El Códice Waecker-Gotter, también conocido como Códice Sánchez-Solís o Códice Egerton, es un manuscrito precolombino mixteco, que desde 1911 forma parte de la colección del Museo Británico.

## Descripción
El códice está hecho de piel de animal y consta de 16 hojas, cada una mide aproximadamente 27 x 21  cm; la longitud total del manuscrito es de 4,42 m. Ambos lados del códice están pintados, pero con el tiempo la condición de la pintura se ha deteriorado y una página parece haber sido borrada deliberadamente, tal vez por un funcionario colonial, ya que lleva un sello español.
Es probable que el manuscrito se dibujara por primera vez en el siglo XVI, con adiciones posteriores realizadas en los siglos XVII o XVIII. La mayoría de los expertos consideran que el estilo es mixteco, con algunos elementos mexicas. El documento es un testimonio importante de la transición entre la época precolombina y el período colonial temprano en México. Describe una genealogía que comprende 26 generaciones diferentes que se estima que vivieron entre 970 y 1490 d.C; los hombres se muestran con máscaras y coronas, mientras que las mujeres en general se representan de rodillas. En una página se ilustra la ciudad de Cuquila Santa María en Tlaxiaco, junto con su primer rey, Señor Uno Caimán-Dios de la Lluvia y su esposa Uno Caimán-Sol, que pudo haber sido el miembro fundador de la dinastía.

## Procedencia
El manuscrito probablemente fue realizado durante un período de tiempo por diferentes manos en la Mixteca Baja. En 1869 pasó a manos de Felipe Sánchez Solís, quien lo vendió a Freiherr von Waecker-Gotter, miembro del cuerpo diplomático alemán en México entre 1880 y 1888. Fue comprado por el Museo Británico en 1911 con fondos legados por el octavo conde de Bridgewater (Frances Henry Egerton).